# Kramsk
Kramsk (deutsch Kramsk, 1943–1945 Kramsried) ist ein Dorf und Sitz der gleichnamigen Landgemeinde im Powiat Koniński der Wojewodschaft Großpolen in Polen.

## Gemeinde
Zur Landgemeinde Kramsk gehören weitere Ortsteile mit einem Schulzenamt.
| Anielew Barce Bilczew Borki Brzózki Dębicz Drążek Grąblin | Helenów Drugi Helenów Pierwszy Izabelin Jabłków Konstantynów Kramsk Kramsk-Łazy Kramsk-Łęgi | Kramsk-Pole Ksawerów Lichnowo Milin Patrzyków Pąchów Podgór Rudzica | Rysiny Święciec Święte Wielany Wola Podłężna Wysokie |